# Ареналь (Колумбия)
Ареналь (исп. Arenal) или Ареналь-дель-Сур (исп. Arenal del Sur) — город и муниципалитет на севере Колумбии, на территории департамента Боливар.

## История
Поселение, из которого позднее вырос город, было основано в 1850 году. Муниципалитет Ареналь был выделен в отдельную административную единицу в 1996 году.

## Географическое положение

Муниципалитет Ареналь

Город расположен в юго-восточной части департамента, на правом берегу небольшой одноимённой реки (левый приток рукава Моралес реки Магдалена), восточнее хребта Серрания-де-Сан-Лукас Центральной Кордильеры, на расстоянии приблизительно 270 километров к юго-востоку от города Картахена, административного центра департамента. Абсолютная высота — 76 метров над уровнем моря.

Муниципалитет Ареналь граничит на севере и северо-западе с территорией муниципалитета Рио-Вьехо, на юго-западе — с муниципалитетом Монтекристо, на юге и востоке — с муниципалитетом Моралес. Площадь муниципалитета составляет 534 км².

## Население
По данным Национального административного департамента статистики Колумбии, совокупная численность населения города и муниципалитета в 2015 году составляла 18 876 человек.
Динамика численности населения муниципалитета по годам:
| 2005   | 2006   | 2007   | 2008   | 2009   | 2010   | 2011   | 2012   | 2013   | 2014   | 2015   |
| ------ | ------ | ------ | ------ | ------ | ------ | ------ | ------ | ------ | ------ | ------ |
| 15 414 | 15 731 | 16 035 | 16 338 | 16 656 | 16 994 | 17 342 | 17 704 | 18 082 | 18 481 | 18 876 |

Согласно данным переписи 2005 года мужчины составляли 54,1 % от населения Ареналя, женщины — соответственно 45,9 %. В расовом отношении белые и метисы составляли 58,5 % от населения города; негры, мулаты и райсальцы — 41,5 %.
Уровень грамотности среди всего населения составлял 84 %.

## Экономика
Основу экономики Ареналя составляют растениеводство, скотоводство, рыболовство, лесозаготовка и горнодобывающая промышленность.

91,5 % от общего числа городских и муниципальных предприятий составляют предприятия торговой сферы, 6,4 % — предприятия сферы обслуживания, 2,1 % — промышленные предприятия.